# Bell UH-1N Iroquois
El UH-1N Iroquois, también llamado Twin Huey, es un helicóptero militar bimotor estadounidense fabricado por Bell Helicopter Textron a partir del UH-1H Iroquois, y que realizó su primer vuelo en abril de 1969. El UH-1N tiene, en configuración para pasajeros, 14 plazas, además del piloto; y en configuración para transporte de carga, una capacidad interior de 6,23 m³. El UH-1N además puede transportar 2268 kg de carga externa. La versión original fue encargada por las Fuerzas Canadienses y designada CUN-1N (después CH-135). La designación comercial del fabricante es Bell 212, y también fue fabricado bajo licencia en Italia por Agusta como AB 212.

## Desarrollo

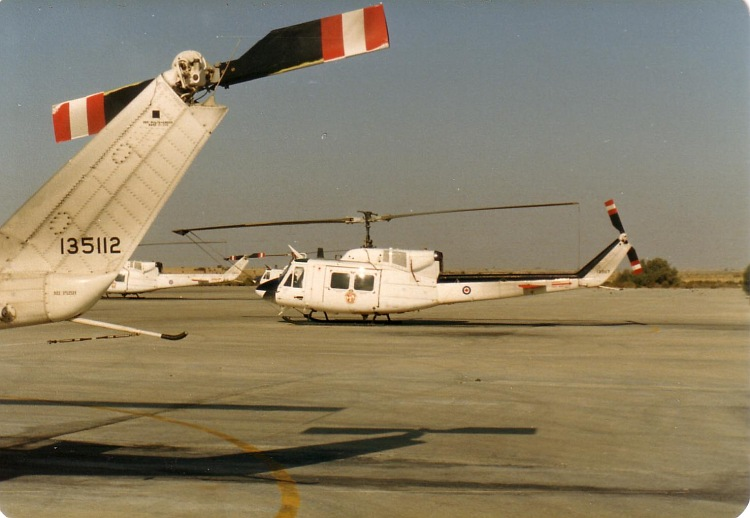
CH-135 Twin Huey canadienses sirviendo con la Fuerza Multinacional de Paz y Observadores en Sinaí, Egipto, 1989.

Basado en el fuselaje alargado del Bell 205, el Bell 212 fue originalmente desarrollado para las Fuerzas Canadienses (CF) bajo la designación CUH-1N Twin Huey. Posteriormente, las Fuerzas Canadienses adoptaron un nuevo sistema de designación y el helicóptero fue redesignado como CH-135 Twin Huey. Las Fuerzas Canadienses aprobaron el desarrollo del helicóptero el 1 de mayo de 1968 y adquirieron 50 aeronaves empezando sus entregas en mayo de 1971.
Las Fuerzas Armadas de Estados Unidos estuvieron a punto de no adquirir el Twin Huey. El presidente del Comité del Congreso de los Estados Unidos para los Servicios Armados en aquel momento, Mendal Rivers, se opuso a la adquisición del helicóptero para uso estadounidense. Rivers tomó esa postura debido a que la planta motriz del UH-1N, el Pratt & Whitney Canada PT6T, era producida en Canadá. El Gobierno de Canadá no había apoyado la intervención de Estados Unidos en Vietnam y se había opuesto a las políticas estadounidenses en el Sureste Asiático, además de aceptar a los desertores estadounidenses. Rivers también estaba preocupado porque la obtención de esos motores podía producir una situación deficitaria comercial con Canadá. El Congreso de los Estados Unidos solo aprobó la adquisición cuando tuvo la seguridad de encontrar una fuente estadounidense para los motores PT6T. Finalmente los servicios militares de Estados Unidos encargaron 294 helicópteros Bell 212 bajo la designación UH-1N, y las entregas comenzaron en el año 1970.
En el servicio estadounidense, a diferencia de las Fuerzas Canadienses, el UH-1N mantuvo el nombre oficial "Iroquois" de las variantes monomotor del UH-1, aunque el personal estadounidense se refiere al helicóptero como "Huey" o "Twin Huey".
El Bell 412 es un desarrollo más avanzado del Bell 212. La principal diferencia es el rotor principal compuesto de cuatro palas.

## Diseño

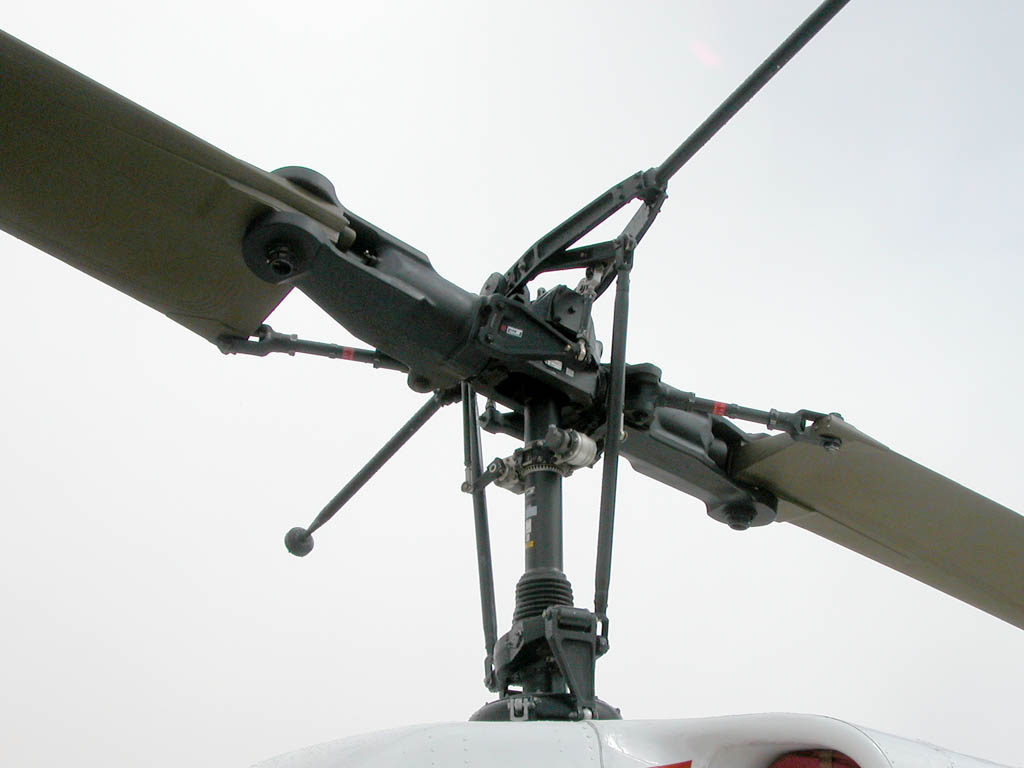
Cabezal del rotor de un HH-1N con barra de estabilización giroscópica.

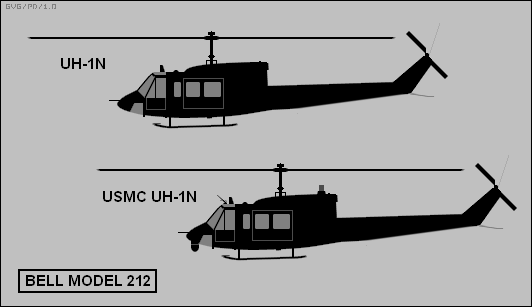
En esta imagen se pueden ver algunas diferencias entre el UH-1N estándar y el del Cuerpo de Marines de Estados Unidos.

El UH-1N está basado en la estructura del UH-1H, el modelo de más éxito y más producido de la serie de helicópteros monomotor UH-1, y está provisto de dos motores. El rotor principal del UH-1N está propulsado por un PT6T-3 Turbo Twin Pac, compuesto de dos motores turboeje Pratt & Whitney Canada PT6T, capaz de producir una potencia de hasta 1342 kW (1800 hp). Si uno de los motores fallase, el otro puede proporcionar 671 kW (900 hp) durante 30 minutos o 571 kW (762 hp), permitiendo al UH-1N mantener velocidad de crucero a plena carga.
El Cuerpo de Marines de Estados Unidos modificó un gran número de sus UH-1N con un sistema de aumento de control de estabilidad SCAS (siglas de Stability Control Augmentation System) que proporciona entradas asistidas a la cabeza del rotor para ayudar a estabilizar la aeronave durante el vuelo. Esta modificación eliminó la barra de estabilización giroscópica de la cima del cabezal del rotor principal del modelo original, contando a cambio con el sistema de ordenadores para la estabilización.
El método de estabilización coloca una pequeña barra en la parte superior los rotores principales y limita las fuerzas giroscópicas, en este sistema,  se optó por sacrificar la maniobrabilidad a cambio de estabilidad.

## Historia operacional

### Cuerpo de Marines de los Estados Unidos
Los UH-1N del Cuerpo de Marines de los Estados Unidos fueron usados durante la Invasión de Irak de 2003. Estos helicópteros proporcionaron apoyo de comunicaciones y reconocimiento a las tropas terrestres de los Marines. También fueron llamados para proporcionar apoyo aéreo cercano durante la dura lucha en la batalla de Nasiriya.

### Armada de los Estados Unidos
El 9 de marzo de 1972, Hendrick V. Gorick, perteneciente al Antarctic Development Squadron Six (VXE-6) de la Armada de los Estados Unidos saltó a una altitud de 6248 m desde un helicóptero UH-1N, consiguiendo el récord de salto en paracaídas sobre la Antártida.

### Argentina
Actualmente se encuentran asignados al Grupo Aéreo 7 de la VII Brigada Aérea.
En la Base Marambio, dos unidades forman el Escuadrón Aeromóvil Skua, asistiendo a las innumerables demandas de las diferentes bases antárticas argentinas y de otros países durante todo el año.
Desde 1998, una unidad forma parte de UNFLIGHT, el componente aéreo de la misión UNFICYP de la ONU en Chipre, junto a dos Hughes 500 (integran la Fuerza de Tareas Argentina). Se realizan funciones de observación, transporte, traslado de autoridades, búsqueda y rescate, etc.
Haití es otro escenario en donde se destacaron los Bell 212 argentinos, participando dos unidades en la misión MINUSTAH desde 2005 hasta 2015, con las funciones habituales de una Operación de Paz, esta vez agravadas por la constante crisis humanitaria que azota a la nación caribeña (en donde es protagonista el Hospital reubicable de la FAA).
Participan en variadas ejercitaciones de la FAA, asistiendo como unidades SAR ante urgencias en las prácticas de combate aéreo, e incluso siendo protagonistas en ejercicios tales como el Valkyria (en la IV Brigada Aérea, búsqueda y rescate en combate) y Ajax (en la II Brigada Aérea, evacuación sanitaria a gran escala). En la mayoría de estas actividades tiene una destacada interacción con el Grupo de Operaciones Especiales de la FAA.

## Variantes

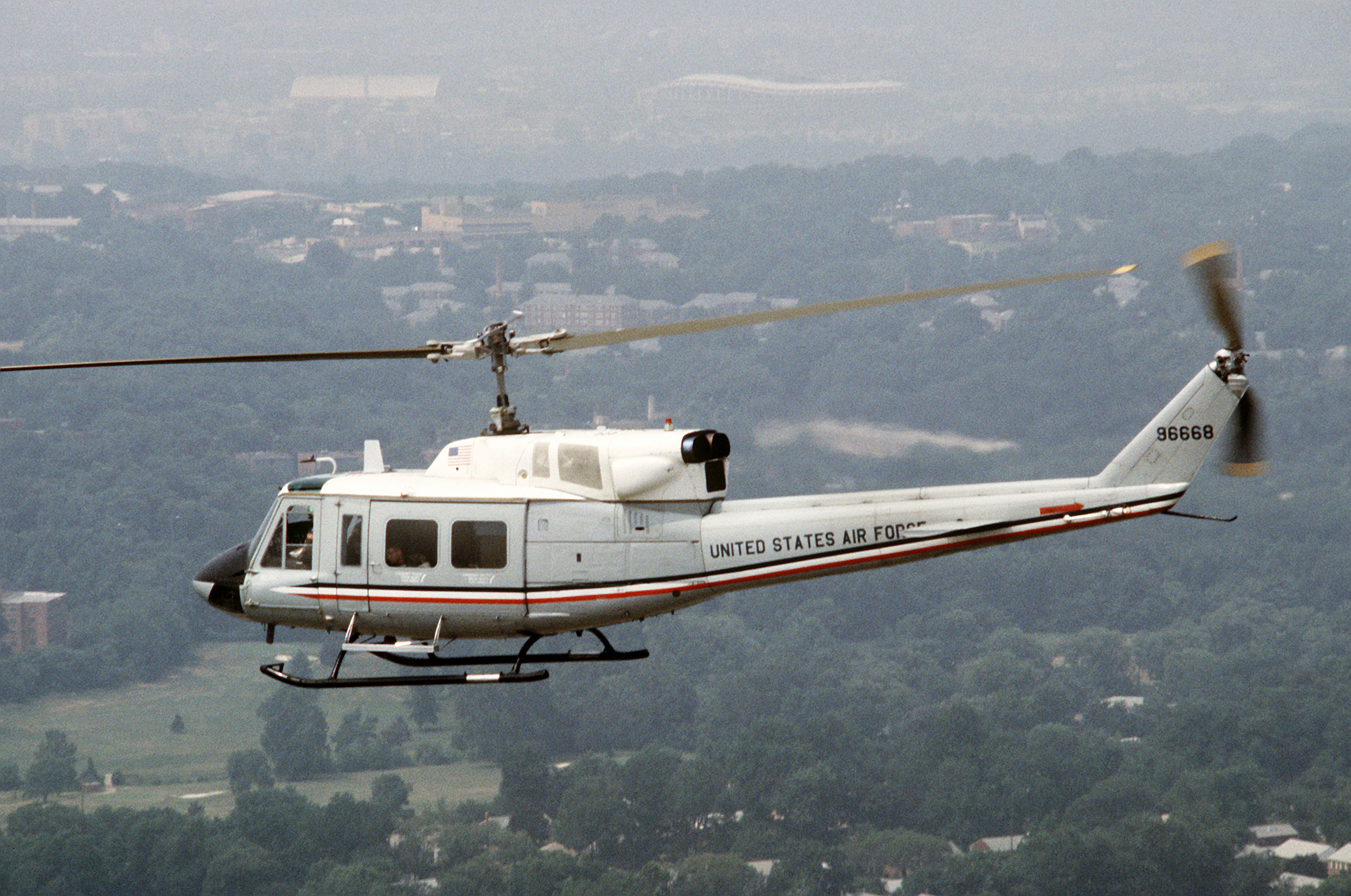
Un UH-1N de la Fuerza Aérea de los Estados Unidos durante el Ejercicio WOUNDED EAGLE '83.

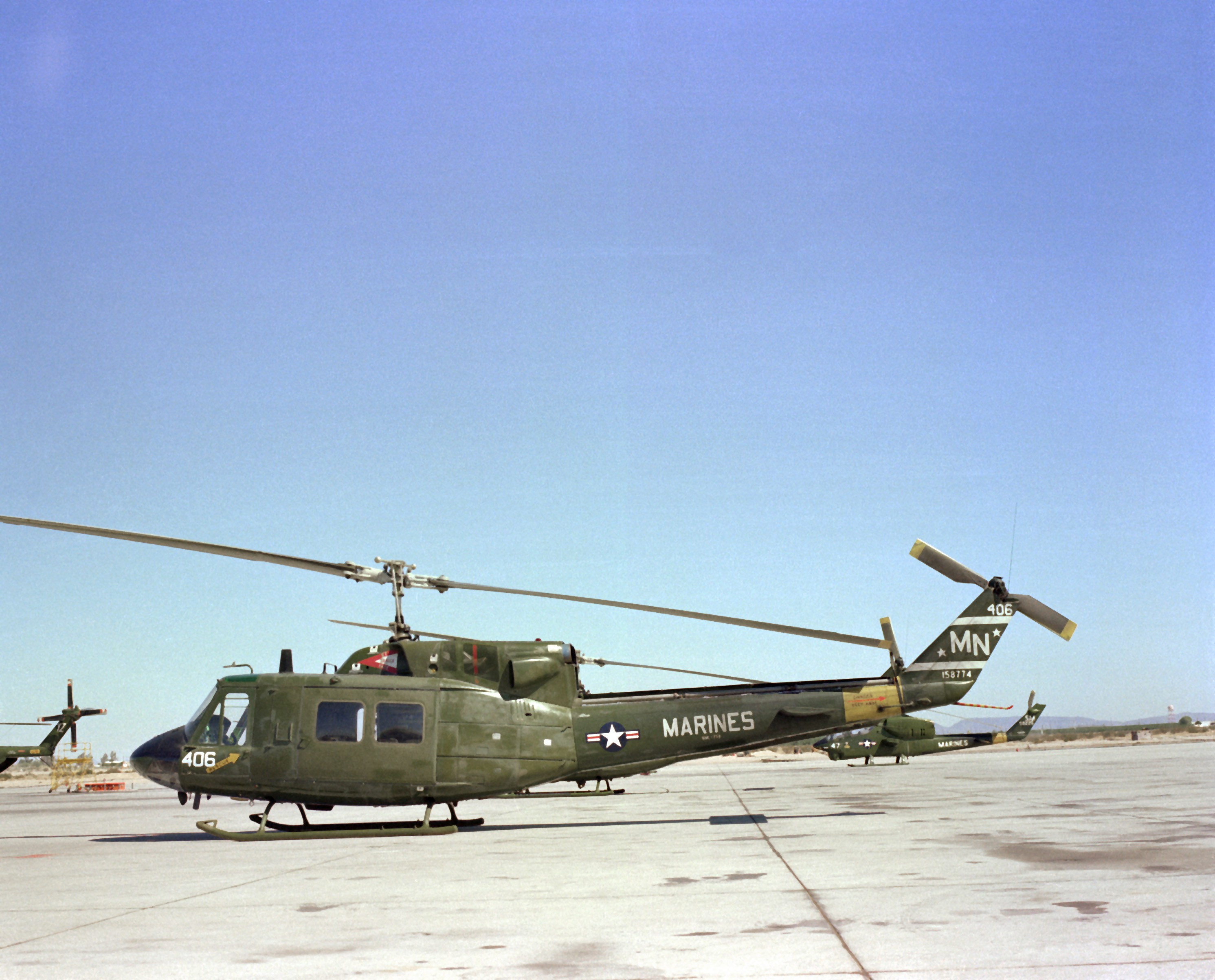
Un UH-1N del Cuerpo de Marines de los Estados Unidos en el aeródromo NAS Whiting Field, Florida, en 1982.

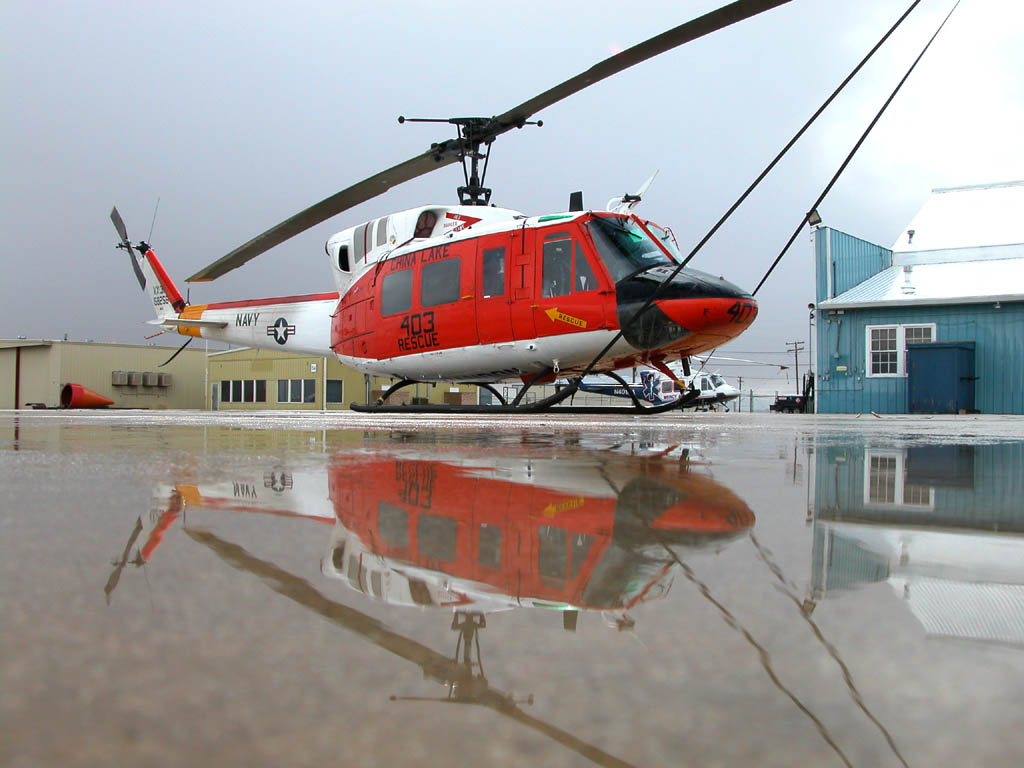
Un HH-1N de la Armada de Estados Unidos de NAS China Lake en el Mojave Spaceport.

### Variantes estadounidenses
UH-1N Iroquois
Modelo de producción inicial, usado por la Fuerza Aérea de Estados Unidos, Armada de Estados Unidos y Cuerpo de Marines de Estados Unidos. Durante años como principal operador, el Cuerpo de Marines ha desarrollado varias actualizaciones para el helicóptero, incluyendo aviónica mejorada, defensas, y una torreta FLIR.
Bell 212
Designación comercial del fabricante Bell Helicopter para el UH-1N.
VH-1N
Configuración para transporte VIP.
HH-1N
Variante SAR.
UH-1Y Venom
Esencialmente un reemplazo y actualización a gran escala del UH-1N Iroquois para el Cuerpo de Marines de Estados Unidos, diseñado para coincidir con una actualización similar del helicóptero de ataque AH-1W SuperCobra al AH-1Z Viper.

### Variantes foráneas

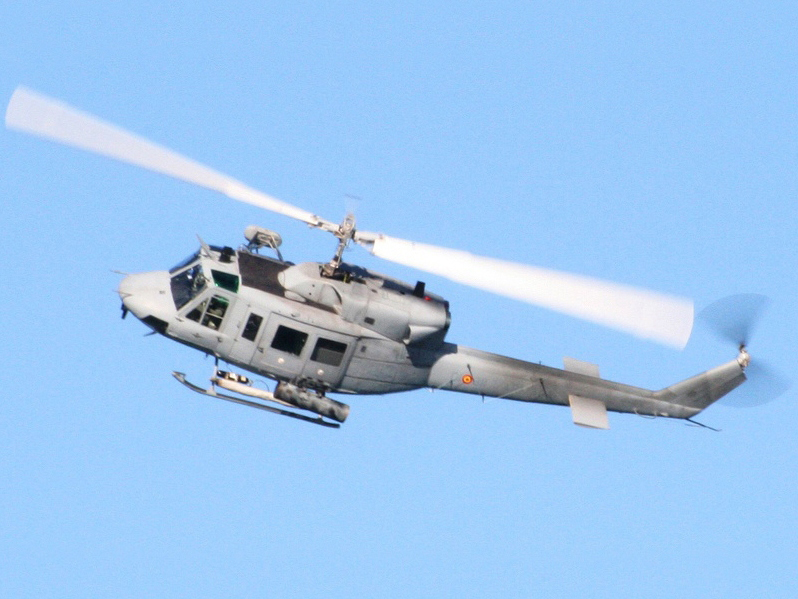
Un AB 212 ASW de la Armada Española armado con lanzacohetes.

Agusta-Bell AB 212
Versión de transporte utilitario para uso civil o militar. Construidos bajo licencia en Italia por Agusta.
Agusta-Bell AB 212EW
Versión de guerra electrónica para Turquía.
Agusta-Bell AB 212ASW
Versión de guerra antisubmarina y guerra antisuperficie del helicóptero AB 212. Operado por la Marina de Italia, la Armada Española, la Marina de Grecia y la Aviación Naval de la República Islámica de Irán.
CUH-1N Twin Huey
Designación original de las Fuerzas Canadienses para el helicóptero de transporte utilitario UH-1N.
CH-135 Twin Huey
Versión canadiense del UH-1N. Canadá compró 50 CH-135, comenzando las entregas en 1971. La aeronave fue retirada de las Fuerzas Canadienses comenzando en 1996 y definitivamente en diciembre de 1999. 41 de los CH-135 supervivientes fueron adquiridos por el Gobierno estadounidense en diciembre de 1999 y fueron transferidos al Ejército Nacional y Policía Nacional de Colombia (volados por la Dirección Antinarcóticos (DIRAN)). Al menos un CH-135 fue destruido en combate. Fue destruido en tierra por rebeldes de las FARC el 18 de enero de 2002, tras un incidente en que fue forzado a aterrizar al recibir fuego desde el suelo. Dos CH-135 están en exhibición en museos, uno en el Canada Aviation Museum en Ottawa y uno en el National Air Force Museum of Canada en CFB Trenton.

## Operadores
Arabia Saudita
- Real Fuerza Aérea Saudí: AB 212[10]

 Argentina

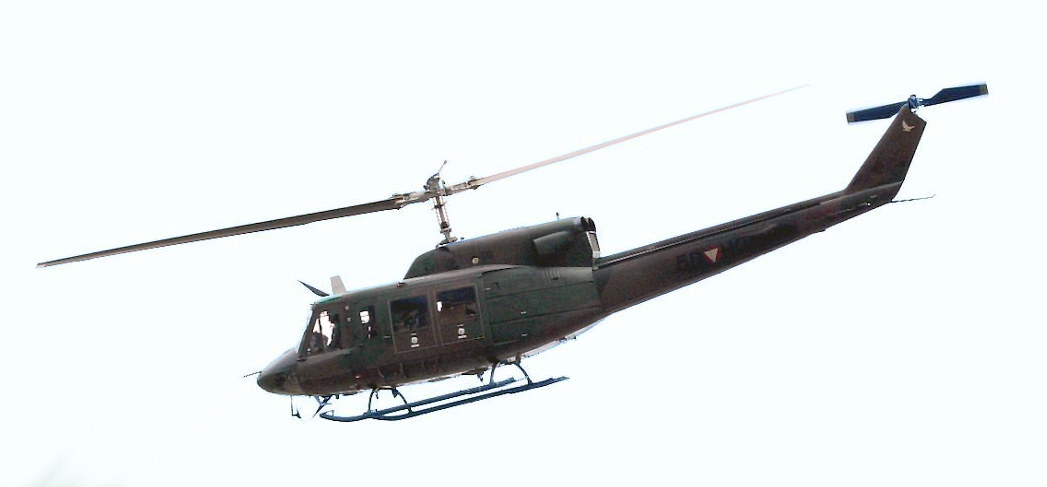
Bell 212 austriaco.

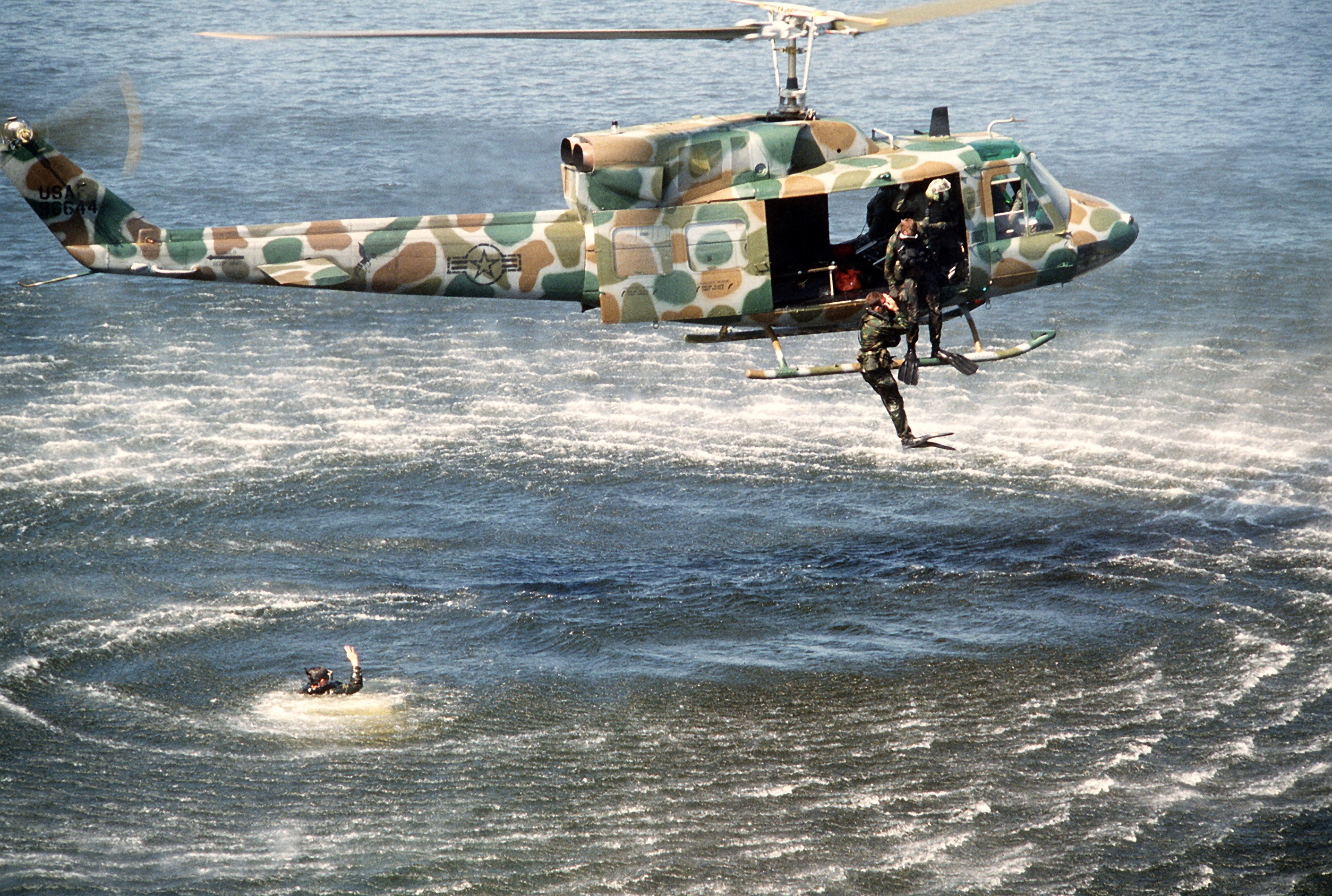
El 20.º Escuadrón de Operaciones Especiales de la Fuerza Aérea de Estados Unidos en un ejercicio de entrenamiento usando un UH-1N con pintura especial.

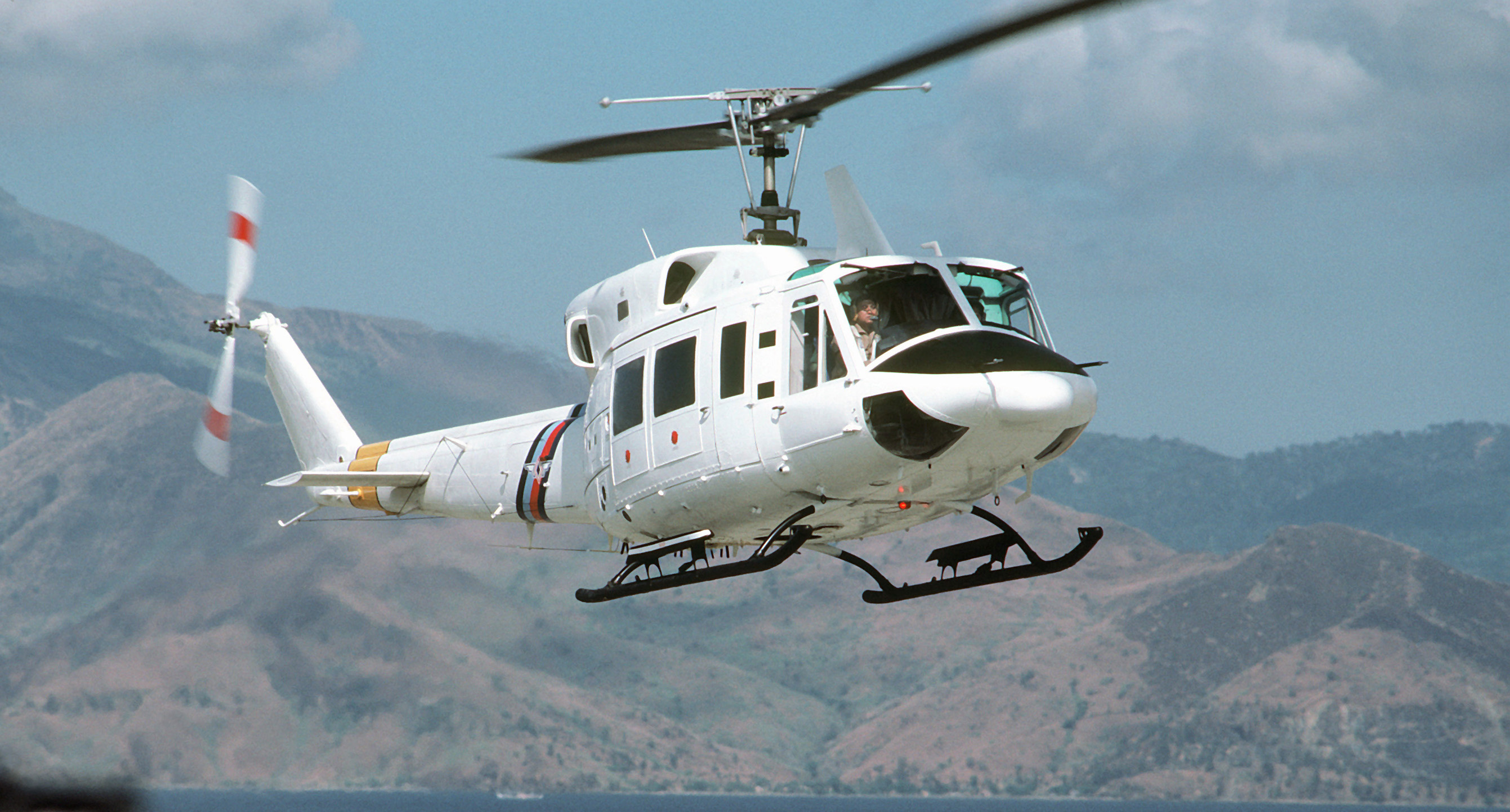
Un helicóptero UH-1N, con oficiales del Ejército de Filipinas a bordo, se prepara para aterrizar.

- Fuerza Aérea Argentina: 4 Bell 212.[11]

 Colombia
- Ejército Nacional de Colombia: UH-1N.[12]
- Fuerza Aeroespacial Colombiana: AB 212.

 España
- Ejército de Tierra de España: AB 212 (en servicio en Mando de Canarias, FAMET: BHELMA VI).
- Armada de España: AB 212 ASW (en servicio desde 1974)[13]

 Italia
- Ejército Italiano: AB 212.[14]

 México
- Fuerza Aérea Mexicana: Bell 212/UH-1H.[15]

 Panamá
- Servicio Nacional Aeronaval de Panamá: Bell 212 y UH-1N.[16]

 Perú
- Fuerza Aérea del Perú: Bell 212 en servicio desde la década de 1970.
- Marina de Guerra del Perú: Agusta Bell 212ASW en servicio desde 1982. Opera desde las fragatas Lupo.

 Tailandia
- Real Fuerza Aérea Tailandesa: UH-1N.[17]

 Turquía
- Marina Turca: AB 212 ASW.[18]

 Uruguay
- Fuerza Aérea Uruguaya.

## Accidentes
- El 25 de marzo de 2021, un helicóptero de la Fuerza Aérea Uruguaya (FAU) sufrió un accidente en Rocha, Uruguay. La aeronave tuvo una «falla mecánica» a la altura del km 184 de la Ruta 9, según los informes primarios. La tripulación no sufrió heridas de gravedad, lo que no impidió que fuera trasladada a un centro asistencial. El accidente destruyó el cargamento de dosis de vacunas de Pfizer que eran trasladadas en el Bell 212.[19]

## Especificaciones (UH-1N del USMC)
Referencia datos: USMC UH-1N Fact Sheet, The International Directiory of Military Aircraft, 2002-2003.

### Características generales
- Tripulación: Cuatro (piloto, copiloto, jefe de tripulación, artillero)
- Capacidad: 6-8 soldados equipados para combate, o carga equivalente
- Longitud: 12,7 m (41,6 ft)
- Diámetro rotor principal: 14,6 m (47,9 ft)
- Altura: 4,4 m (14,4 ft)
- Área circular: 168 m² (1808,4 ft²)
- Peso vacío: 2722 kg (5999,3 lb)
- Peso cargado: 4763 kg (10 497,7 lb)
- Peso útil: 2038 kg (4491,8 lb)
- Peso máximo al despegue: 4763 kg (10 497,7 lb)
- Planta motriz: 2× turboeje Pratt & Whitney Canada T400-CP-400.
  - Potencia: 671 kW (900 HP; 912 CV) cada uno.Cabina del piloto de un HH-1N de la Armada de Estados Unidos.

### Rendimiento
- Velocidad máxima operativa (Vno): 220 km/h (137 MPH; 119 kt)
- Velocidad crucero (Vc): 207,3 km/h (129 MPH; 112 kt)
- Alcance: 460 km (248 nmi; 286 mi)
- Techo de vuelo: 5273 m (17 300 ft)
- Régimen de ascenso: 8,9 m/s (1755 ft/min)

### Armamento
- Ametralladoras: GAU-16 de 12,7 mm o Minigun GAU-17 de 7,62 mm o M240 de 7,62 mm.
- Cohetes: contenedores con cohetes de 70 mm.

### Desarrollos relacionados
- Bell UH-1 Iroquois
- Bell UH-1Y Venom
- Bell 204/205
- Bell 212

### Secuencias de designación
- Secuencia H-_ (Helicópteros estadounidenses, redesignación de 1962 usando números antiguos): H-1 (UH-1/N/Y, AH-1/J/T/W/Z) - H-2/G/Tomahawk - H-3 (SH-3, CH-3/HH-3) - H-4 →
- Secuencia C_-_ (Aeronaves de las Fuerzas Canadienses, 1968-presente): ← CC-132 - CT-133 - CT-134 - CH-135 - CH-136 - CC-137 - CC-138 →
- Secuencia de designación de aeronaves de las Fuerzas Armadas Italianas: ← H-205 - H-206 - U-208 - H-212 - C-222 - C-228 - T-260 →

## Aeronaves relacionadas
- Anexo:Materiales del Ejército de Tierra de España
- Anexo:Materiales de la Infantería de Marina Española
- Anexo:Aeronaves de la Fuerza Aérea de los Estados Unidos (históricas y actuales)